# Pietraccetta
Pietraccetta (Petracciett o Pietracciétt in dialetto locale, talvolta Monteoliveto), è un rione di Nocera Inferiore. Insieme al contiguo Piedimonte forma il quartiere di Piedimonte-Pietraccetta.

## Geografia
Pietraccetta costeggia i fianchi sud-orientali della collina del Parco e rappresenta un insediamento storico di notevole interesse. Sorge a ridosso dei rioni Piedimonte, Borgo ed Arenula.

## Storia

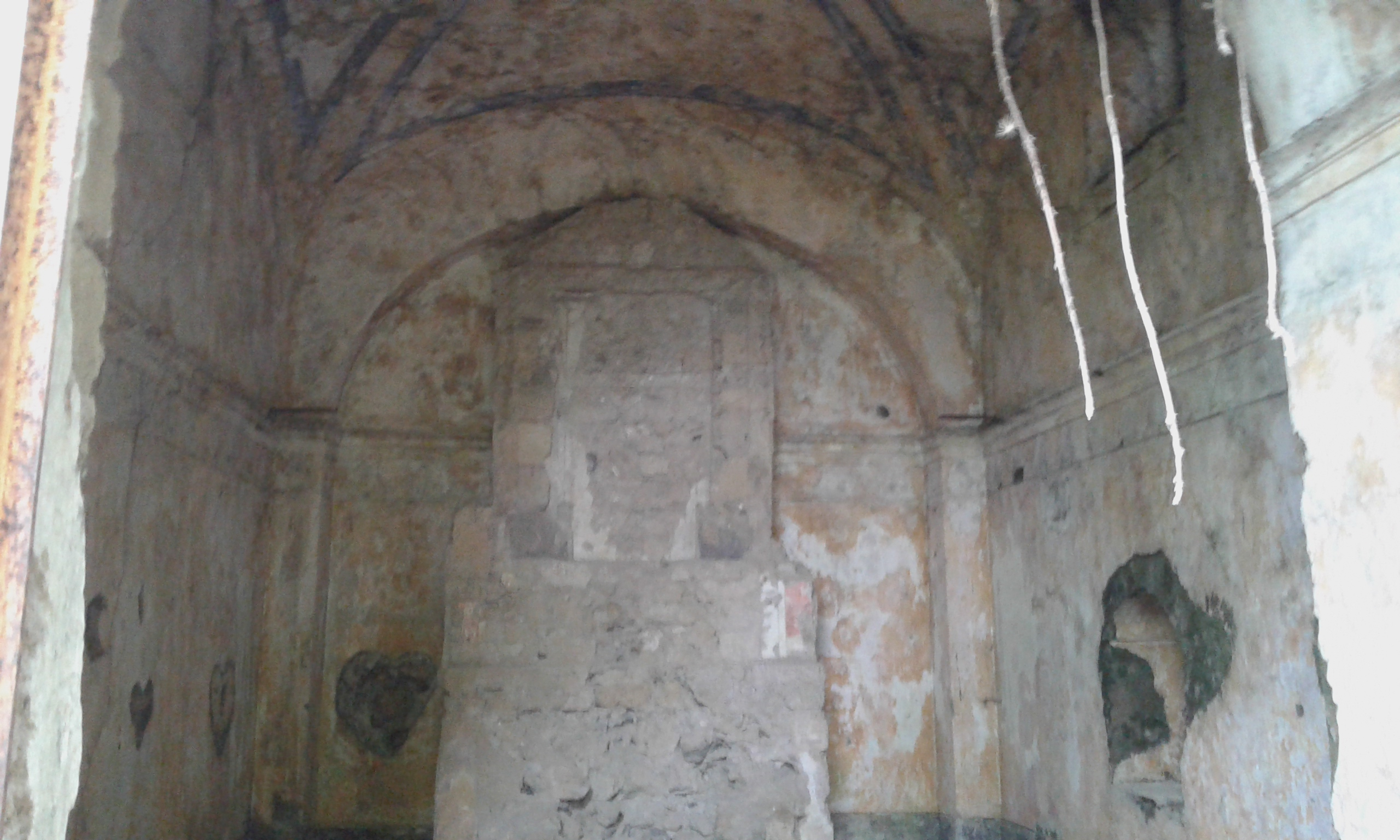
I resti della cappella dedicata alla Madonna del Buon Consiglio

L'area in epoca antica era già praticata, vista la presenza, oltre alle risorse che la collina dava, anche di numerose cave e giacimenti di tufo grigio nelle zone circostanti.
Originariamente gran parte del rione attuale non era altro che un'area pressoché rurale ai piedi della collina del Parco, mentre intra-moenia ed incastonata tra Piedimonte, il Mercato ed il Borgo si poteva accedere al Castello del Parco, tramite la Porta di San Bartolomeo, dove vi era anche una chiesetta attiva fino al XVII secolo, dedicata appunto a San Bartolomeo e detta in pede castri. Il nucleo abitativo più antico di Pietraccetta è quello detto di Terravecchia o Casale Bianchini (toponimo dovuto al nome dell'attuale strada che lo attraversa), tale area si trova addossata al perimetro del convento di Sant'Antonio.

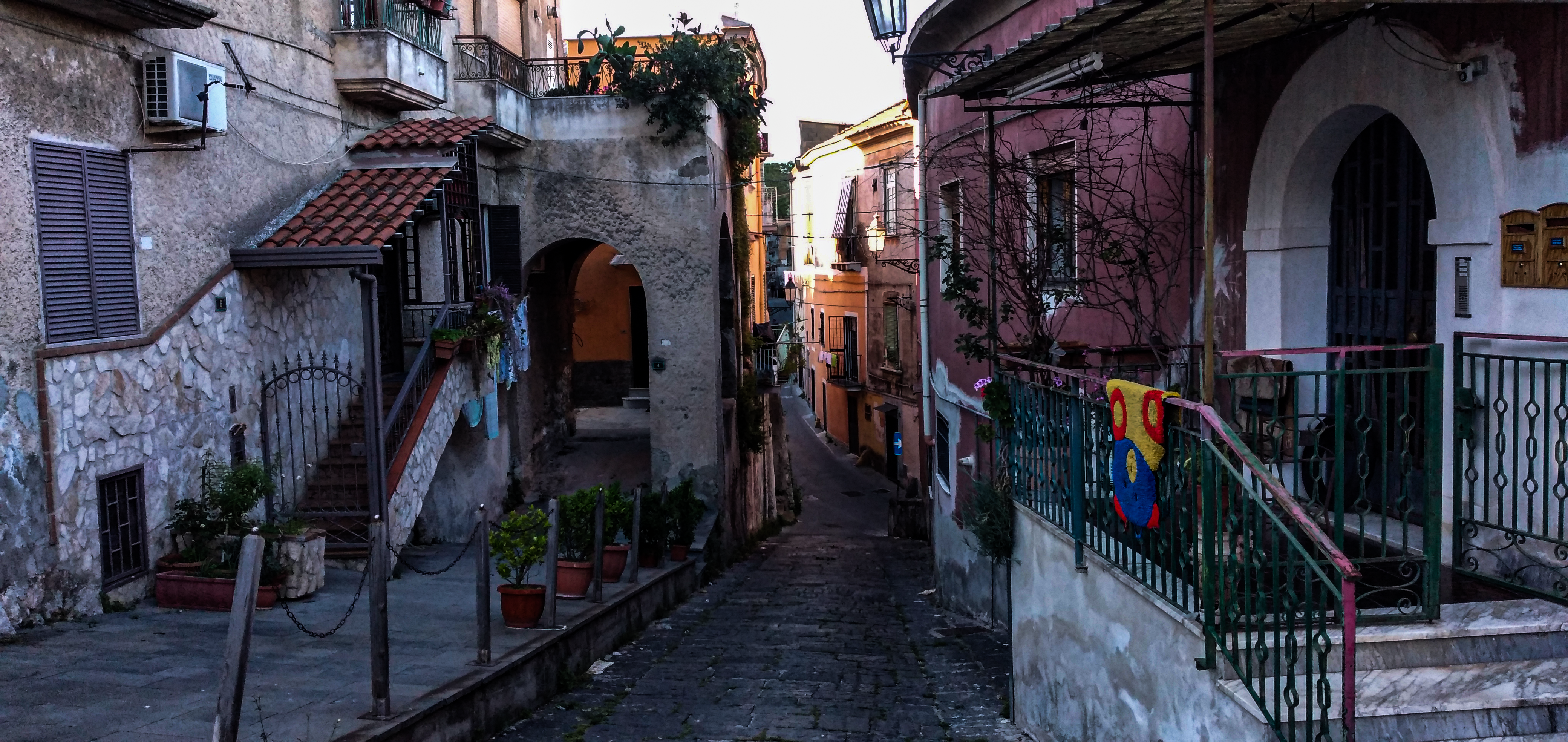
Scorcio del borgo di Terravecchia

L'origine dell'attuale Pietraccetta risale al XV o XVI secolo, un facoltoso nocerino, tale Pietro D'Accetto, infatti possedeva numerosi terreni e proprietà nella zona fuori dalle mura. I giardini e nelle masserie, formarono un nuovo nucleo abitato che probabilmente assunse il suo attuale toponimo proprio grazie al possessore di quei terreni. 
Da una sua proprietà fu poi edificata nel 1603  una nuova chiesa, in sostituzione di quella in pede castri: la nuova struttura era costituita da quattro altari, il maggiore dei quali era dedicato a San Bartolomeo e adornato da una pala raffigurante la Madonna della Sanità tra i santi Bartolomeo e Carlo Borromeo, attribuita a Luigi Rodriguez.
Intorno al 1680 la struttura crollò quasi completamente e le funzioni religiose dovettero svolgersi all'interno della sacrestia. Restaurata nel 1716, vide aggiunta una cappella laterale il cui altare fu dedicato a San Liborio. La chiesa resterà attiva fino al 1812, ad oggi è un rudere, conosciuto come Chiesa Vecchia. In quell'anno la parrocchia fu definitivamente spostata nella chiesa del dismesso convento degli Olivetani, allora nota come Chiesa di Santa Maria dei Miracoli e da quel momento dedicata a San Bartolomeo.
Nel 1717, infatti gli olivetani di Santa Maria a Monte, si stabilirono in un vastissimo terreno ai piedi di Pietraccetta, riedificando il loro convento. 
Nel 1819 ivi nacque il sindaco e regio deputato Nicola Bruni Grimaldi, che fece costruire il primo acquedotto cittadino. 
La sua storia è da sempre comune con quella di Piedimonte. Parte anch'essa dell'Università di Nocera Corpo. Dissolte Nocera dei Pagani e Nocera Corpo (comune formatosi nel 1806 e decaduto nel 1834), nel 1851, quando le due Nocera furono definitivamente scisse, insieme a Piedimonte, fece regia richiesta di far parte dei villaggi inferiori.

## San Bartolomeo ed il Convento degli Olivetani

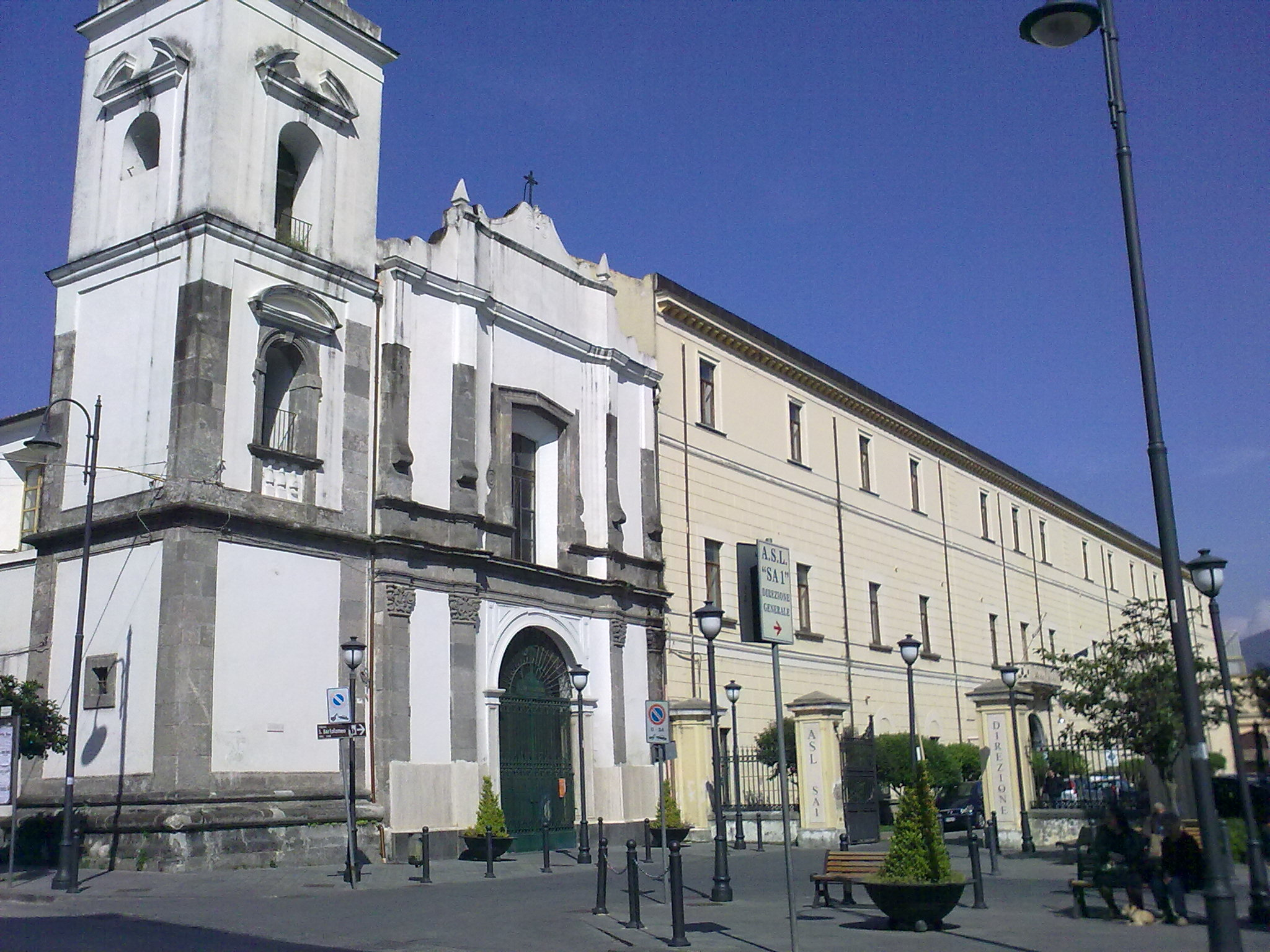
Il complesso di San Bartolomeo

Dopo l'ennesimo cataclisma che deturpò il loro convento, nel 1717 gli olivetani di Santa Maria a Monte, ripararono in un vastissimo terreno ai piedi di Pietraccetta, riedificando il loro convento, nella zona, detta poi, di Monteoliveto.
I monaci traslarono tutte le opere ed i marmi dal loro vecchio convento.
Decaduto nel 1807, l'attuale Chiesa di San Bartolomeo fu costruita nel 1812, quando la Chiesa Vecchia divenne inutilizzabile.
Il santo titolare del rione è de iure proprio San Bartolomeo, a capo della parrocchia fanno parte anche le zone fino a Viale San Francesco (e parte della Rendola e l'area del vicino cimitero. De facto lo è invece Sant'Antonio, vista la stretta vicinanza col convento.

### IlVittorio Emanuele
Dagli enormi spazi del convento di Monteoliveto, venne ricavato il manicomio intitolato a Vittorio Emanuele. La struttura fu una delle più grandi del meridione, vi furono internati e qui perirono gli anarchici Carlo Cafiero ed Emilio Covelli, come anche l'attivista antifascista Bernardo Melacci. Storico direttore del manicomio fu Marco Levi Bianchini, che condusse numerosi studi e redasse altrettante pubblicazioni. Il manicomio fu attivo fino alla metà del XX secolo. 
Attualmente ospita importanti edifici pubblici, tra i quali: la sede dell'ASL SA 1, il tribunale e l'annessa Cittadella Giudiziaria e la Procura della Repubblica.

## Cultura
Le tradizionali usanze del 14 agosto e del 12 dicembre, qui trovano largo riscontro. Dall'area della Chiesa Vecchia è stato costruito l'oratorio Domenico Savio, gestito dalla antistante parrocchia di San Bartolomeo, con tanto di campi da calcetto ed un piccolo teatro, adibito anche a cineforum. La vicina costruzione del tribunale, ha permesso la nascita di due parchi pubblici, un fornitore automatico d'acqua, nonché numerosissime attività commerciali.